# Lidija Jerkič
Lidija Jerkič, slovenska pravnica in sindikalistka , * 10. september 1962, Ljubljana.
V mandatu  2007 - 2012 je bila podpredsednica Državnega sveta Republike Slovenije.
Članica Državnega sveta od 2017 dalje.
Od junija 2006 je predsednica Sindikata kovinske in elektroindustrije  SKEI Slovenije.
Oktobra 2017 je postala predsednica Zveze svobodnih sindikatov Slovenije, kjer je nasledila Dušana Semoliča. Oktobra 2022 je bila ponovno izvoljena za predsednico ZSSS-ja za drugo mandatno obdobje.

## Vir
1. ↑  »Lidija Jerkič: Sindikati lahko ponudimo pomoč, ne moremo pa ukrepati namesto posameznika«. Pridobljeno 10. novembra 2017.
2. ↑  »Lidija Jerkič ostaja na čelu največje sindikalne centrale ZSSS-ja«. Pridobljeno 16. novembra 2022.